# 山凤果
山凤果（学名：Garcinia hombroniana）为金丝桃科福木属下的一个种。